# Кларк, Эрнст Эллис

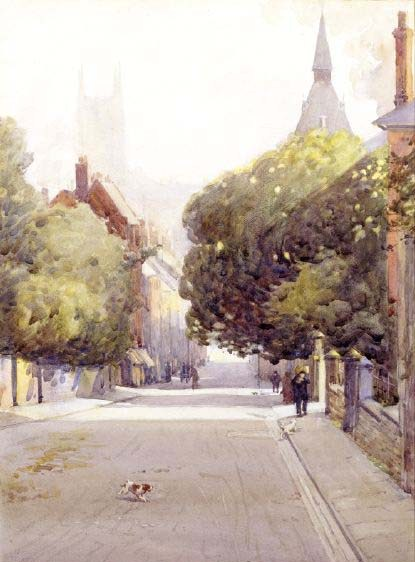
Грин Стрит, Дерби

Эрнст Эллис Кларк (Ernest Ellis Clark, 1869? — 1932) — рождённый в Дерби художник, ставший художником в Royal Crown Derby. Три его картины хранятся в Музее и художественной галерее Дерби.

## Биография
Кларк родился в Дерби, и после обучения рисованию в вечерних классах стал работать на Royal Crown Derby, и дорос до художественного инструктора, а затем Мастера искусств в Дербском колледже искусств. Он выиграл множество призов за художественные работы, включая титул Национального серебряного медалиста в Орнаменте и дизайне (National Silver Medallist in Ornament and Design). В свои сорок он служил в Королевской полевой артиллерии во время Первой мировой войны. Его единственная книга — пособие для его учеников о дизайне, основанном на растительных формах. В книге он показывает варианты, но воздерживается от указаний на то, как их достичь. Кларк сказал: «…невозможно слишком часто призывать студентов к единственно правильному пути для них, чтобы сделать их собственные исследования идущими от природы».
Три его картины находятся в Музее и художественной галерее после того, как они были подарены Альфредом Эдуардом Гуди. Картина, изображающая Грин-стрит, написана за три года до постройки Ипподрома.
Кларк умер в возрасте 63 лет в Дерби в 1932 году, и его работы вышли в общественное достояние в 2002 году.